# Liste der französischen Kantone

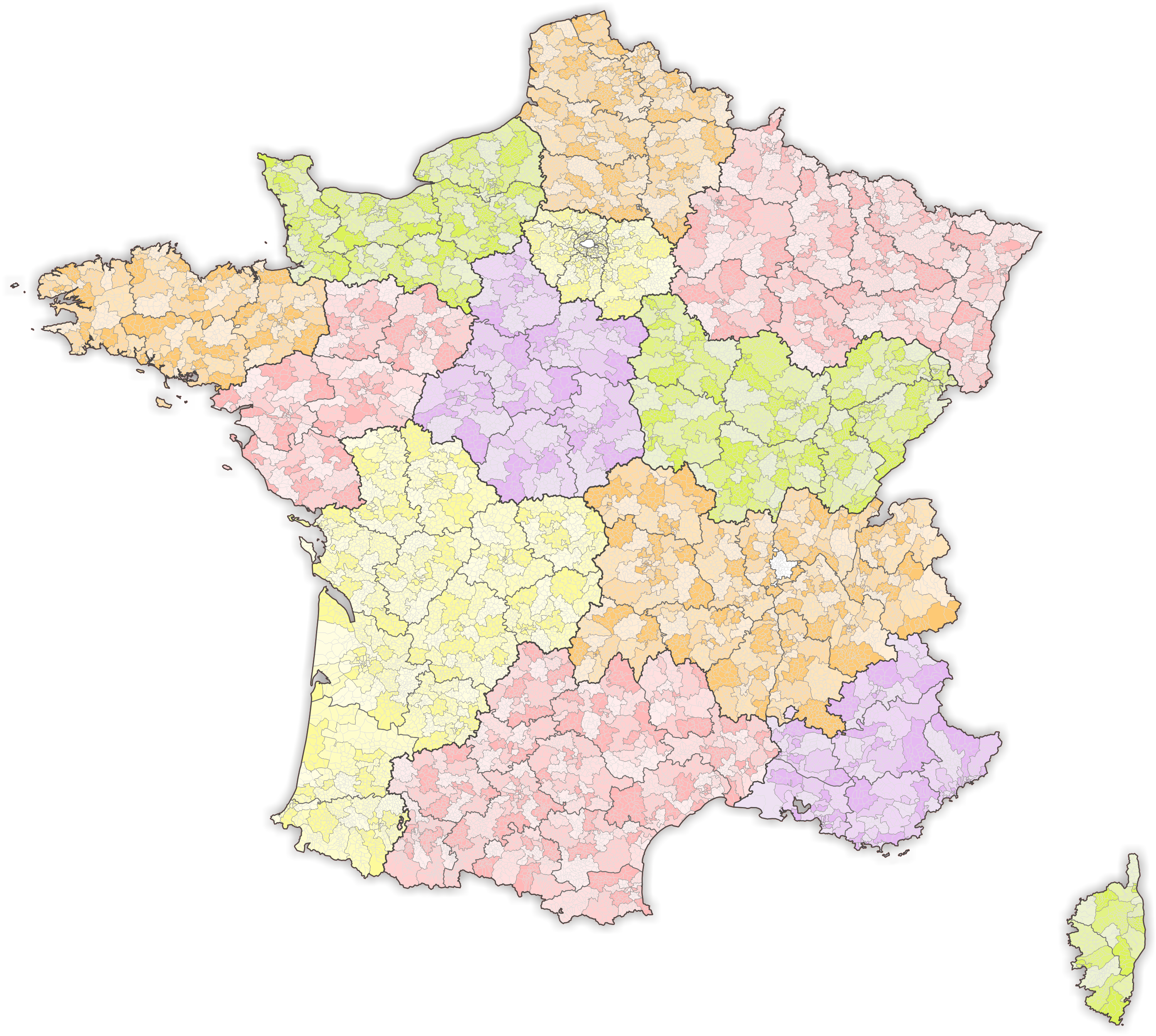
Die französischen Kantone (außer Überseegebiete)

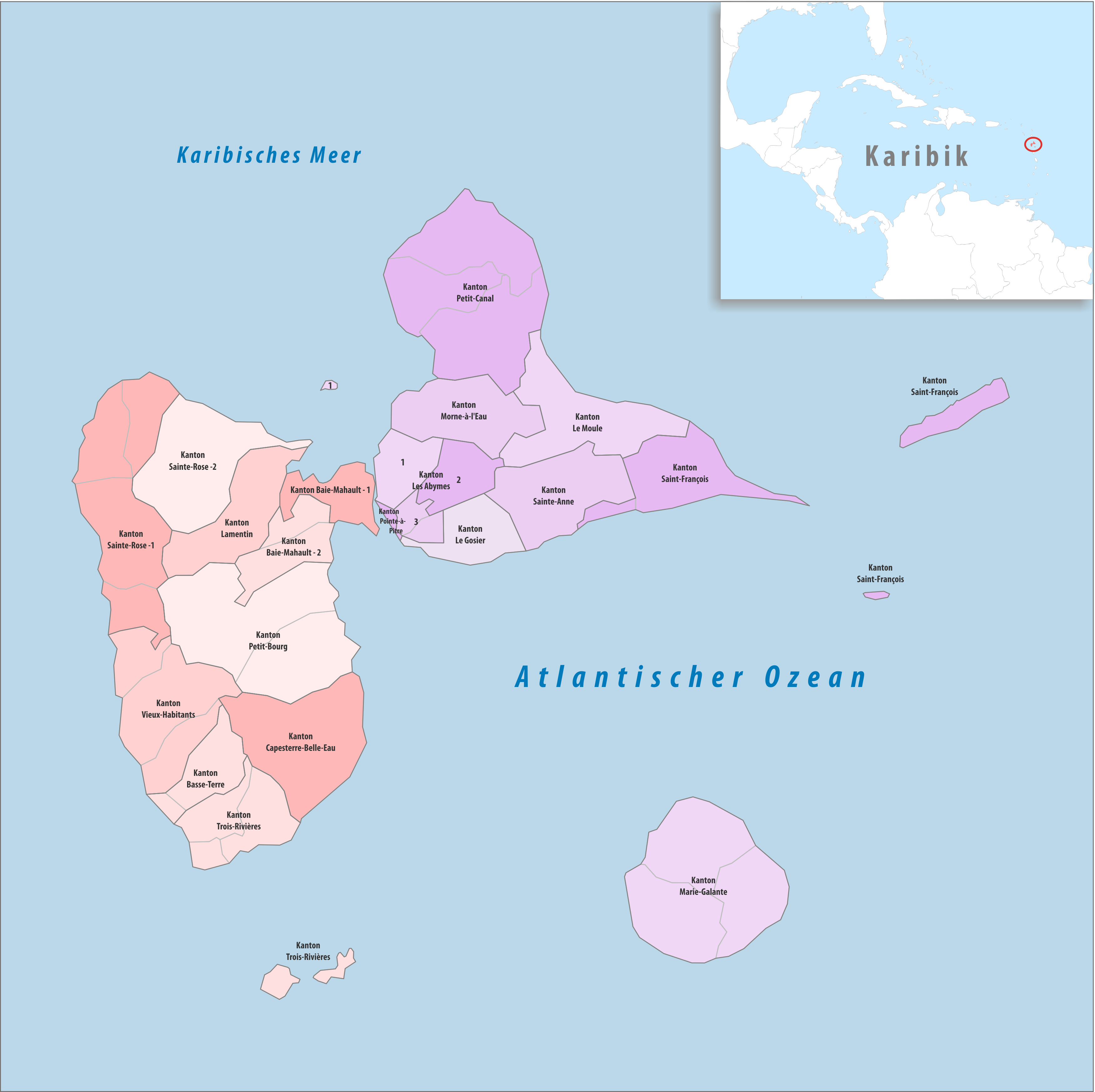
Die Kantone von Guadeloupe

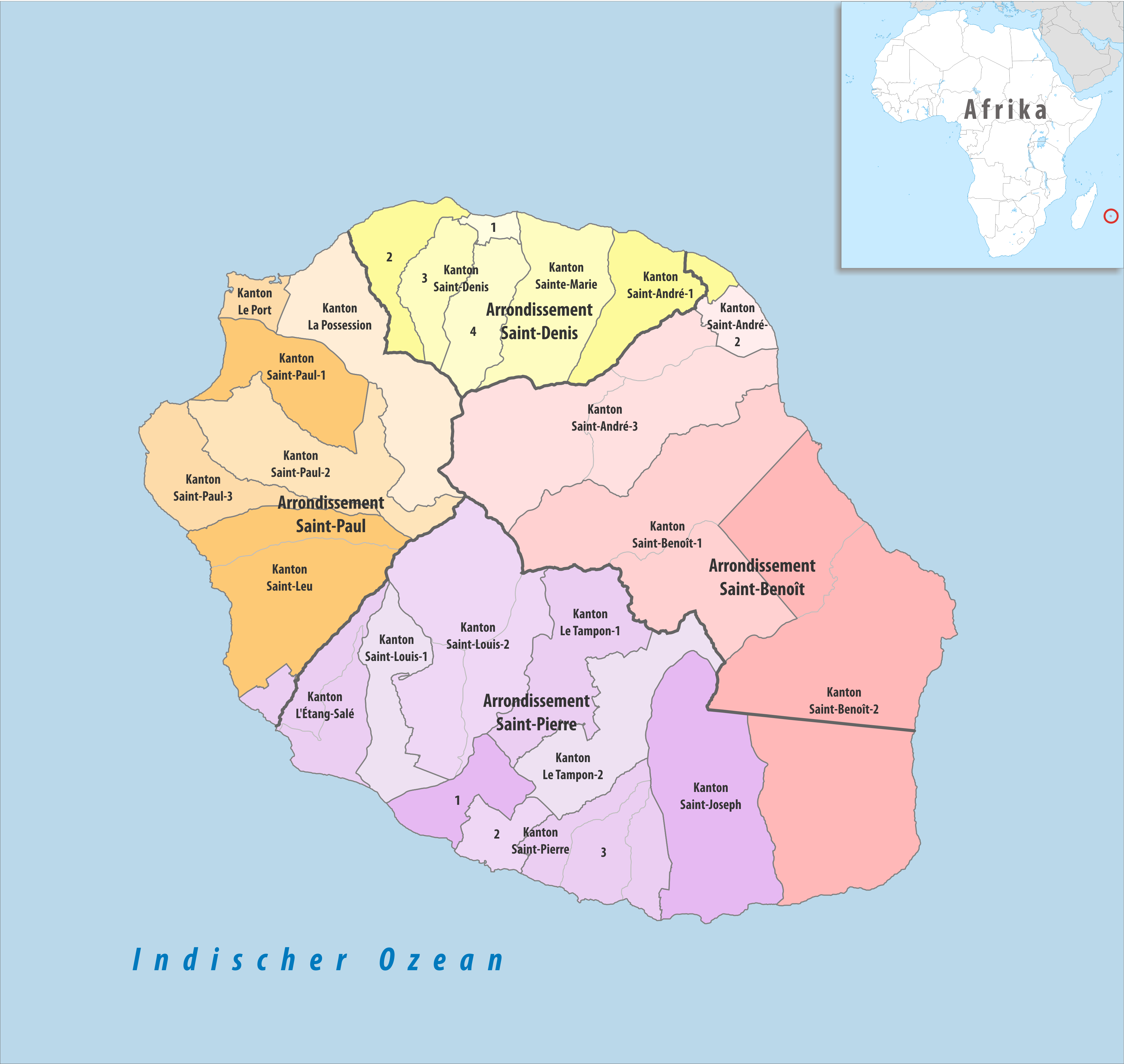
Die Kantone von Réunion

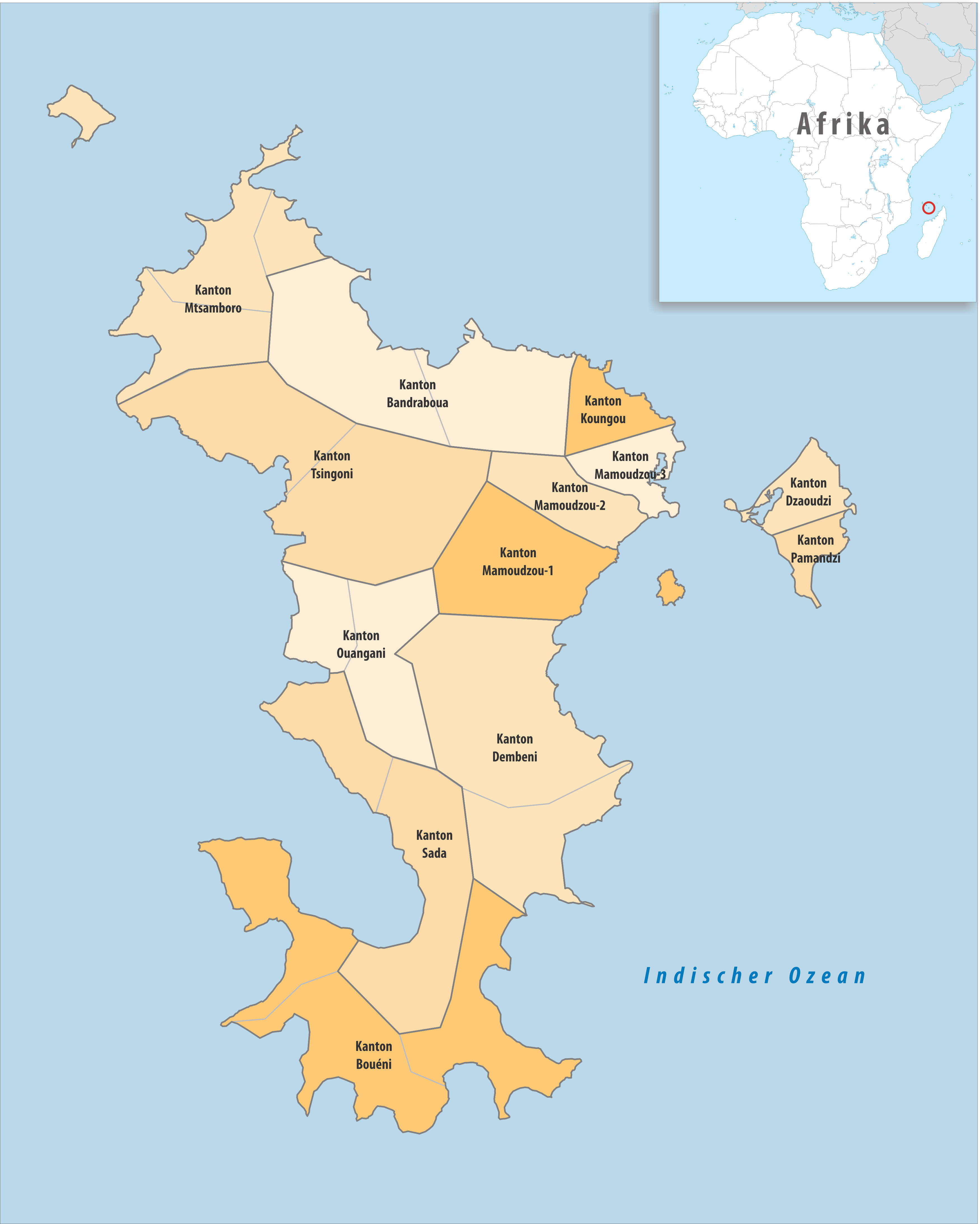
Die Kantone von Mayotte

Dies ist eine vollständige, nach Départements geordnete Liste der 2054 französischen Kantone, gültig seit März 2015.
Die Kantone dienen in Frankreich als Wahlkreise für die Wahl der Vertretungskörperschaften der Départements. Vor der Reform zur Wahl 2015 lautete deren Bezeichnung Generalrat (conseils généraux), seither Départementrat (conseils départementaux). Vor 2015 war Frankreich in 4035 Kantone eingeteilt und jeder Kanton wählte genau einen Vertreter in den Generalrat. Zur Neuwahl im März 2015 wurde die Anzahl der Kantone auf etwa die Hälfte reduziert und das Wahlsystem so geändert, dass jeder Kanton zwei Personen stellt, nämlich einen Mann und eine Frau. Die Kantonsgliederung muss künftig vorrangig demographischen Gesichtspunkten genügen und jeder Kanton ein zusammenhängendes Gebiet umfassen; Gemeinden mit weniger als 3.500 Einwohnern sollen nicht mehr auf mehrere Kantone aufgeteilt werden.
1995 Kantone befinden sich in Metropolitan-Frankreich und weitere 59 in den Übersee-Départements Guadeloupe, Réunion und Mayotte. In den Gebietskörperschaften mit Sonderstatus Métropole de Lyon, Paris, Martinique und Französisch-Guayana gibt es keine Kantone, weil ihre Vertretungskörperschaften nach anderen Regeln gewählt werden.

## Ain(01)
Ambérieu-en-Bugey (1) |
Attignat (2) |
Bellegarde-sur-Valserine (3) |
Belley (4) |
Bourg-en-Bresse-1 (5) |
Bourg-en-Bresse-2 (6) |
Ceyzériat (7) |
Châtillon-sur-Chalaronne (8) |
Gex (9) |
Hauteville-Lompnes (10) |
Lagnieu (11) |
Meximieux (12) |
Miribel (13) |
Nantua (14) |
Oyonnax (15) |
Pont-d’Ain (16) |
Replonges (17) |
Saint-Etienne-du-Bois (18) |
Saint-Genis-Pouilly (19) |
Thoiry (20) |
Trévoux (21) |
Villars-les-Dombes (22) |
Vonnas (23)

## Aisne(02)
Bohain-en-Vermandois (1) |
Château-Thierry (2) |
Chauny (3) |
Essômes-sur-Marne (4) |
Fère-en-Tardenois (5) |
Guignicourt (6) |
Guise (7) |
Hirson (8) |
Laon-1 (9) |
Laon-2 (10) |
Marle (11) |
Ribemont (12) |
Saint-Quentin-1 (13) |
Saint-Quentin-2 (14) |
Saint-Quentin-3 (15) |
Soissons-1 (16) |
Soissons-2 (17) |
Tergnier (18) |
Vervins (19) |
Vic-sur-Aisne (20) |
Villers-Cotterêts (21)

## Allier(03)
Bellerive-sur-Allier (1) |
Bourbon-l’Archambault (2) |
Commentry (3) |
Cusset (4) |
Dompierre-sur-Besbre (5) |
Gannat (6) |
Huriel (7) |
Lapalisse (8) |
Montluçon-1 (9) |
Montluçon-2 (10) |
Montluçon-3 (11) |
Montluçon-4 (12) |
Moulins-1 (13) |
Moulins-2 (14) |
Saint-Pourçain-sur-Sioule (15) |
Souvigny (16) |
Vichy-1 (17) |
Vichy-2 (18) |
Yzeure (19)

## Alpes-de-Haute-Provence(04)
Barcelonnette (1) |
Castellane (2) |
Château-Arnoux-Saint-Auban (3) |
Digne-les-Bains-1 (4) |
Digne-les-Bains-2 (5) |
Forcalquier (6) |
Manosque-1 (7) |
Manosque-2 (8) |
Manosque-3 (9) |
Oraison (10) |
Reillanne (11) |
Riez (12) |
Seyne (13) |
Sisteron (14) |
Valensole (15)

## Hautes-Alpes(05)
L’Argentière-la-Bessée (1) |
Briançon-1 (2) |
Briançon-2 (3) |
Chorges (4) |
Embrun (5) |
Gap-1 (6) |
Gap-2 (7) |
Gap-3 (8) |
Gap-4 (9) |
Guillestre (10) |
Laragne-Montéglin (11) |
Saint-Bonnet-en-Champsaur (12) |
Serres (13) |
Tallard (14) |
Veynes (15)

## Alpes-Maritimes(06)
Antibes-1 (1) |
Antibes-2 (2) |
Antibes-3 (3) |
Beausoleil (4) |
Cagnes-sur-Mer-1 (5) |
Cagnes-sur-Mer-2 (6) |
Cannes-1 (7) |
Cannes-2 (8) |
Le Cannet (9) |
Contes (10) |
Grasse-1 (11) |
Grasse-2 (12) |
Mandelieu-la-Napoule (13) |
Menton (14) |
Nice-1 (15) |
Nice-2 (16) |
Nice-3 (17) |
Nice-4 (18) |
Nice-5 (19) |
Nice-6 (20) |
Nice-7 (21) |
Nice-8 (22) |
Nice-9 (23) |
Tourrette-Levens (24) |
Valbonne (25) |
Vence (26) |
Villeneuve-Loubet (27)

## Ardèche(07)
Annonay-1 (1) |
Annonay-2 (2) |
Aubenas-1 (3) |
Aubenas-2 (4) |
Bourg-Saint-Andéol (5) |
Le Cheylard (6) |
Guilherand-Granges (7) |
Lamastre (8) |
Le Pouzin (9) |
Privas (10) |
Sarras (11) |
Le Teil (12) |
Thueyts (13) |
Tournon-sur-Rhône (14) |
Vallon-Pont-d’Arc (15) |
Les Vans (16) |
La Voulte-sur-Rhône (17)

## Ardennes(08)
Attigny (1) |
Bogny-sur-Meuse (2) |
Carignan (3) |
Charleville-Mézières-1 (4) |
Charleville-Mézières-2 (5) |
Charleville-Mézières-3 (6) |
Charleville-Mézières-4 (7) |
Château-Porcien (8) |
Givet (9) |
Nouvion-sur-Meuse (10) |
Rethel (11) |
Revin (12) |
Rocroi (13) |
Sedan-1 (14) |
Sedan-2 (15) |
Sedan-3 (16) |
Signy-l’Abbaye (17) |
Villers-Semeuse (18) |
Vouziers (19)

## Ariège(09)
Haute-Ariège (1) |
Arize-Lèze (2) |
Couserans Est (3) |
Couserans Ouest (4) |
Foix (5) |
Mirepoix (6) |
Pamiers-1 (7) |
Pamiers-2 (8) |
Pays d’Olmes (9) |
Portes d’Ariège (10) |
Portes du Couserans (11) |
Sabarthès (12) |
Val d’Ariège (13)

## Aube(10)
Aix-en-Othe (1) |
Arcis-sur-Aube (2) |
Bar-sur-Aube (3) |
Bar-sur-Seine (4) |
Brienne-le-Château (5) |
Creney-près-Troyes (6) |
Nogent-sur-Seine (7) |
Les Riceys (8) |
Romilly-sur-Seine (9) |
Saint-André-les-Vergers (10) |
Saint-Lyé (11) |
Troyes-1 (12) |
Troyes-2 (13) |
Troyes-3 (14) |
Troyes-4 (15) |
Troyes-5 (16) |
Vendeuvre-sur-Barse (17)

## Aude(11)
Carcassonne-1 (1) |
Carcassonne-2 (2) |
Carcassonne-3 (3) |
La Haute-Vallée de l’Aude (4) |
La Malepère à la Montagne Noire (5) |
La Montagne d’Alaric (6) |
La Piège au Razès (7) |
La Région Limouxine (8) |
La Vallée de l’Orbiel (9) |
Le Bassin Chaurien (10) |
Le Haut-Minervois (11) |
Le Lézignanais (12) |
Le Sud-Minervois (13) |
Les Basses Plaines de l’Aude (14) |
Les Corbières (15) |
Les Corbières Méditerranée (16) |
Narbonne-1 (18) |
Narbonne-2 (19) |
Narbonne-3 (20)

## Aveyron(12)
Aubrac et Carladez (1) |
Aveyron et Tarn (2) |
Causse-Comtal (3) |
Causses-Rougiers (4) |
Ceor-Ségala (5) |
Enne et Alzou (6) |
Lot et Dourdou (7) |
Lot et Montbazinois (8) |
Lot et Palanges (9) |
Lot et Truyère (10) |
Millau-1 (11) |
Millau-2 (12) |
Monts du Réquistanais (13) |
Nord-Lévezou (14) |
Raspes et Lévezou (15) |
Rodez-1 (16) |
Rodez-2 (17) |
Rodez-Onet (18) |
Saint-Affrique (19) |
Tarn et Causses (20) |
Vallon (21) |
Villefranche-de-Rouergue (22) |
Villeneuvois et Villefranchois (23)

## Bouches-du-Rhône(13)
Aix-en-Provence-1 (1) |
Aix-en-Provence-2 (2) |
Allauch (3) |
Arles (4) |
Aubagne (5) |
Berre-l’Etang (6) |
Châteaurenard (7) |
La Ciotat (8) |
Gardanne (9) |
Istres (10) |
Marignane (11) |
Marseille-1 (12) |
Marseille-2 (13) |
Marseille-3 (14) |
Marseille-4 (15) |
Marseille-5 (16) |
Marseille-6 (17) |
Marseille-7 (18) |
Marseille-8 (19) |
Marseille-9 (20) |
Marseille-10 (21) |
Marseille-11 (22) |
Marseille-12 (23) |
Martigues (24) |
Pélissanne (25) |
Salon-de-Provence-1 (26) |
Salon-de-Provence-2 (27) |
Trets (28) |
Vitrolles (29)

## Calvados(14)
Les Monts d’Aunay (1) |
Bayeux (2) |
Thue et Mue (3) |
Cabourg (4) |
Caen-1 (5) |
Caen-2 (6) |
Caen-3 (7) |
Caen-4 (8) |
Caen-5 (9) |
Condé-en-Normandie (10) |
Courseulles-sur-Mer (11) |
Evrecy (12) |
Falaise (13) |
Hérouville-Saint-Clair (14) |
Honfleur-Deauville (15) |
Ifs (16) |
Lisieux (17) |
Livarot-Pays-d’Auge (18) |
Mézidon Vallée d’Auge (19) |
Ouistreham (20) |
Pont-l’Evêque (21) |
Le Hom (22) |
Trévières (23) |
Troarn (24) |
Vire-Normandie (25)

## Cantal(15)
Arpajon-sur-Cère (1) |
Aurillac-1 (2) |
Aurillac-2 (3) |
Aurillac-3 (4) |
Mauriac (5) |
Maurs (6) |
Murat (7) |
Naucelles (8) |
Neuvéglise (9) |
Riom-ès-Montagnes (10) |
Saint-Flour-1 (11) |
Saint-Flour-2 (12) |
Saint-Paul-des-Landes (13) |
Vic-sur-Cère (14) |
Ydes (15)

## Charente(16)
Angoulême-1 (1) |
Angoulême-2 (2) |
Angoulême-3 (3) |
Boëme-Echelle (4) |
Boixe-et-Manslois (5) |
Charente-Bonnieure (6) |
Charente-Champagne (7) |
Charente-Nord (8) |
Charente-Sud (9) |
Charente-Vienne (10) |
Cognac-1 (11) |
Cognac-2 (12) |
La Couronne (13) |
Gond-Pontouvre (14) |
Jarnac (15) |
Touvre-et-Braconne (16) |
Tude-et-Lavalette (17) |
Val de Nouère (18) |
Val de Tardoire (19)

## Charente-Maritime(17)
Aytré (1) |
Chaniers (2) |
Châtelaillon-Plage (3) |
Ile d’Oléron (4) |
Ile de Ré (5) |
La Jarrie (6) |
Jonzac (7) |
Lagord (8) |
Marans (9) |
Marennes (10) |
Matha (11) |
Pons (12) |
Rochefort (13) |
La Rochelle-1 (14) |
La Rochelle-2 (15) |
La Rochelle-3 (16) |
Royan (17) |
Saint-Jean-d’Angély (18) |
Saint-Porchaire (19) |
Saintes (20) |
Saintonge Estuaire (21) |
Saujon (22) |
Surgères (23) |
Thénac (24) |
Tonnay-Charente (25) |
La Tremblade (26) |
Les Trois Monts (27)

## Cher(18)
Aubigny-sur-Nère (1) |
Avord (2) |
Bourges-1 (3) |
Bourges-2 (4) |
Bourges-3 (5) |
Bourges-4 (6) |
Chârost (7) |
Châteaumeillant (8) |
Dun-sur-Auron (9) |
La Guerche-sur-l’Aubois (10) |
Mehun-sur-Yèvre (11) |
Saint-Amand-Montrond (12) |
Saint-Doulchard (13) |
Saint-Germain-du-Puy (14) |
Saint-Martin-d’Auxigny (15) |
Sancerre (16) |
Trouy (17) |
Vierzon-1 (18) |
Vierzon-2 (19)

## Corrèze(19)
Allassac (1) |
Argentat (2) |
Brive-la-Gaillarde-1 (3) |
Brive-la-Gaillarde-2 (4) |
Brive-la-Gaillarde-3 (5) |
Brive-la-Gaillarde-4 (6) |
Egletons (7) |
Haute-Dordogne (8) |
Malemort-sur-Corrèze (9) |
Midi Corrézien (10) |
Naves (11) |
Plateau de Millevaches (12) |
Saint-Pantaléon-de-Larche (13) |
Sainte-Fortunade (14) |
Seilhac-Monédières (15) |
Tulle (16) |
Ussel (17) |
Uzerche (18) |
L’Yssandonnais (19)

## Corse-du-Sud(2A)
Ajaccio-1 (1) |
Ajaccio-2 (2) |
Ajaccio-3 (3) |
Ajaccio-4 (4) |
Ajaccio-5 (5) |
Bavella (6) |
Grand Sud (7) |
Gravona-Prunelli (8) |
Sartenais-Valinco (9) |
Sevi-Sorru-Cinarca (10) |
Taravo-Ornano (11)

## Haute-Corse(2B)
Bastia-1 (1) |
Bastia-2 (2) |
Bastia-3 (3) |
Bastia-4 (4) |
Biguglia-Nebbio (5) |
Borgo (6) |
Calvi (7) |
Cap Corse (8) |
Casinca-Fumalto (9) |
Castagniccia (10) |
Corte (11) |
Fiumorbo-Castello (12) |
Ghisonaccia (13) |
Golo-Morosaglia (14) |
L’Ile-Rousse (15)

## Côte-d’Or(21)
Arnay-le-Duc (1) |
Auxonne (2) |
Beaune (3) |
Brazey-en-Plaine (4) |
Châtillon-sur-Seine (5) |
Chenôve (6) |
Chevigny-Saint-Sauveur (7) |
Dijon-1 (8) |
Dijon-2 (9) |
Dijon-3 (10) |
Dijon-4 (11) |
Dijon-5 (12) |
Dijon-6 (13) |
Fontaine-lès-Dijon (14) |
Genlis (15) |
Is-sur-Tille (16) |
Ladoix-Serrigny (17) |
Longvic (18) |
Montbard (19) |
Nuits-Saint-Georges (20) |
Saint-Apollinaire (21) |
Semur-en-Auxois (22) |
Talant (23)

## Côtes-d’Armor(22)
Bégard (1) |
Broons (2) |
Callac (3) |
Dinan (4) |
Guingamp (5) |
Lamballe (6) |
Lannion (7) |
Lanvallay (8) |
Loudéac (9) |
Mûr-de-Bretagne (10) |
Paimpol (11) |
Perros-Guirec (12) |
Plaintel (13) |
Plancoët (14) |
Plélo (15) |
Plénée-Jugon (16) |
Pléneuf-Val-André (17) |
Plérin (18) |
Pleslin-Trigavou (19) |
Plestin-les-Grèves (20) |
Ploufragan (21) |
Plouha (22) |
Rostrenen (23) |
Saint-Brieuc-1 (24) |
Saint-Brieuc-2 (25) |
Trégueux (26) |
Tréguier (27)

## Creuse(23)
Ahun (1) |
Aubusson (2) |
Auzances (3) |
Bonnat (4) |
Bourganeuf (5) |
Boussac (6) |
Dun-le-Palestel (7) |
Evaux-les-Bains (8) |
Felletin (9) |
Gouzon (10) |
Le Grand-Bourg (11) |
Guéret-1 (12) |
Guéret-2 (13) |
Saint-Vaury (14) |
La Souterraine (15)

## Dordogne(24)
Bergerac-1 (1) |
Bergerac-2 (2) |
Brantôme (3) |
Coulounieix-Chamiers (4) |
Haut-Périgord Noir (5) |
Isle-Loue-Auvézère (6) |
Isle-Manoire (7) |
Lalinde (8) |
Montpon-Ménestérol (9) |
Pays de la Force (10) |
Pays de Montaigne et Gurson (11) |
Périgord Central (12) |
Périgord Vert Nontronnais (13) |
Périgueux-1 (14) |
Périgueux-2 (15) |
Ribérac (16) |
Saint-Astier (17) |
Sarlat-la-Canéda (18) |
Sud-Bergeracois (19) |
Terrasson-Lavilledieu (20) |
Thiviers (21) |
Trélissac (22) |
Vallée Dordogne (23) |
Vallée de l’Isle (24) |
Vallée de l’Homme (25)

## Doubs(25)
Audincourt (1) |
Baume-les-Dames (2) |
Bavans (3) |
Besançon-1 (4) |
Besançon-2 (5) |
Besançon-3 (6) |
Besançon-4 (7) |
Besançon-5 (8) |
Besançon-6 (9) |
Bethoncourt (10) |
Frasne (11) |
Maîche (12) |
Montbéliard (13) |
Morteau (14) |
Ornans (15) |
Pontarlier (16) |
Saint-Vit (17) |
Valdahon (18) |
Valentigney (19)

## Drôme(26)
Bourg-de-Péage (1) |
Crest (2) |
Dieulefit (3) |
Le Diois (4) |
Drôme des collines (5) |
Grignan (6) |
Loriol-sur-Drôme (7) |
Montélimar-1 (8) |
Montélimar-2 (9) |
Nyons et Baronnies (10) |
Romans-sur-Isère (11) |
Saint-Vallier (12) |
Tain-l’Hermitage (13) |
Le Tricastin (14) |
Valence-1 (15) |
Valence-2 (16) |
Valence-3 (17) |
Valence-4 (18) |
Vercors-Monts du Matin (19)

## Eure(27)
Les Andelys (1) |
Bernay (2) |
Beuzeville (3) |
Bourg-Achard (4) |
Bourgtheroulde-Infreville (5) |
Breteuil (6) |
Brionne (7) |
Conches-en-Ouche (8) |
Evreux-1 (9) |
Evreux-2 (10) |
Evreux-3 (11) |
Gaillon (12) |
Gisors (13) |
Louviers (14) |
Le Neubourg (15) |
Pacy-sur-Eure (16) |
Pont-Audemer (17) |
Pont-de-l’Arche (18) |
Romilly-sur-Andelle (19) |
Saint-André-de-l’Eure (20) |
Val-de-Reuil (21) |
Verneuil-sur-Avre (22) |
Vernon (23)

## Eure-et-Loir(28)
Anet (1) |
Auneau (2) |
Brou (3) |
Chartres-1 (4) |
Chartres-2 (5) |
Chartres-3 (6) |
Châteaudun (7) |
Dreux-1 (8) |
Dreux-2 (9) |
Epernon (10) |
Illiers-Combray (11) |
Lucé (12) |
Nogent-le-Rotrou (13) |
Saint-Lubin-des-Joncherets (14) |
Voves (15)

## Finistère(29)
Brest-1 (1) |
Brest-2 (2) |
Brest-3 (3) |
Brest-4 (4) |
Brest-5 (5) |
Briec (6) |
Carhaix-Plouguer (7) |
Concarneau (8) |
Crozon (9) |
Douarnenez (10) |
Fouesnant (11) |
Guipavas (12) |
Landerneau (13) |
Landivisiau (14) |
Lesneven (15) |
Moëlan-sur-Mer (16) |
Morlaix (17) |
Plabennec (18) |
Plonéour-Lanvern (19) |
Plouigneau (20) |
Pont-de-Buis-lès-Quimerch (21) |
Pont-l’Abbé (22) |
Quimper-1 (23) |
Quimper-2 (24) |
Quimperlé (25) |
Saint-Pol-de-Léon (26) |
Saint-Renan (27)

## Gard(30)
Aigues-Mortes (1) |
Alès-1 (2) |
Alès-2 (3) |
Alès-3 (4) |
Bagnols-sur-Cèze (5) |
Beaucaire (6) |
Calvisson (7) |
La Grand-Combe (8) |
Marguerittes (9) |
Nîmes-1 (10) |
Nîmes-2 (11) |
Nîmes-3 (12) |
Nîmes-4 (13) |
Pont-Saint-Esprit (14) |
Quissac (15) |
Redessan (16) |
Roquemaure (17) |
Rousson (18) |
Saint-Gilles (19) |
Uzès (20) |
Vauvert (21) |
Le Vigan (22) |
Villeneuve-lès-Avignon (23)

## Haute-Garonne(31)
Auterive (1) |
Bagnères-de-Luchon (2) |
Blagnac (3) |
Castanet-Tolosan (4) |
Castelginest (5) |
Cazères (6) |
Escalquens (7) |
Léguevin (8) |
Muret (9) |
Pechbonnieu (10) |
Plaisance-du-Touch (11) |
Portet-sur-Garonne (12) |
Revel (13) |
Saint-Gaudens (14) |
Toulouse-1 (15) |
Toulouse-2 (16) |
Toulouse-3 (17) |
Toulouse-4 (18) |
Toulouse-5 (19) |
Toulouse-6 (20) |
Toulouse-7 (21) |
Toulouse-8 (22) |
Toulouse-9 (23) |
Toulouse-10 (24) |
― Canton n° 25 (Toulouse-11) |
Tournefeuille (26) |
Villemur-sur-Tarn (27)

## Gers(32)
Adour-Gersoise (1) |
Armagnac-Ténarèze (2) |
Astarac-Gimone (3) |
Auch-1 (4) |
Auch-2 (5) |
Auch-3 (6) |
Baïse-Armagnac (7) |
Fezensac (8) |
Fleurance-Lomagne (9) |
Gascogne-Auscitaine (10) |
Gimone-Arrats (11) |
Grand-Bas-Armagnac (12) |
L’Isle-Jourdain (13) |
Lectoure-Lomagne (14) |
Mirande-Astarac (15) |
Pardiac-Rivière-Basse (16) |
Val de Save (17)

## Gironde(33)
Andernos-les-Bains (1) |
Bordeaux-1 (2) |
Bordeaux-2 (3) |
Bordeaux-3 (4) |
Bordeaux-4 (5) |
Bordeaux-5 (6) |
Le Bouscat (7) |
La Brède (8) |
Cenon (9) |
Les Coteaux de Dordogne (10) |
Créon (11) |
L’Entre-Deux-Mers (12) |
L’Estuaire (13) |
Gujan-Mestras (14) |
Les Landes des Graves (15) |
Le Libournais-Fronsadais (16) |
Lormont (17) |
Mérignac-1 (18) |
Mérignac-2 (19) |
Le Nord-Gironde (20) |
Le Nord-Libournais (21) |
Le Nord-Médoc (22) |
Pessac-1 (23) |
Pessac-2 (24) |
Les Portes du Médoc (25) |
La Presqu’île (26) |
Le Réolais et Les Bastides (27) |
Saint-Médard-en-Jalles (28) |
Le Sud-Gironde (29) |
Le Sud-Médoc (30) |
Talence (31) |
La Teste-de-Buch (32) |
Villenave-d’Ornon (33)

## Hérault(34)
Agde (1) |
Béziers-1 (2) |
Béziers-2 (3) |
Béziers-3 (4) |
Cazouls-lès-Béziers (5) |
Clermont-l’Hérault (6) |
Le Crès (7) |
Frontignan (8) |
Gignac (9) |
Lattes (10) |
Lodève (11) |
Lunel (12) |
Mauguio (13) |
Mèze (14) |
Montpellier-1 (15) |
Montpellier-2 (16) |
Montpellier-3 (17) |
Montpellier-4 (18) |
Montpellier-5 (19) |
Montpellier - Castelnau-le-Lez (20) |
Pézenas (21) |
Pignan (22) |
Saint-Gély-du-Fesc (23) |
Saint-Pons-de-Thomières (24) |
Sète (25)

## Ille-et-Vilaine(35)
Antrain (1) |
Bain-de-Bretagne (2) |
Betton (3) |
Bruz (4) |
Châteaugiron (5) |
Combourg (6) |
Dol-de-Bretagne (7) |
Fougères-1 (8) |
Fougères-2 (9) |
La Guerche-de-Bretagne (10) |
Guichen (11) |
Janzé (12) |
Liffré (13) |
Melesse (14) |
Montauban-de-Bretagne (15) |
Montfort-sur-Meu (16) |
Redon (17) |
Rennes-1 (18) |
Rennes-2 (19) |
Rennes-3 (20) |
Rennes-4 (21) |
Rennes-5 (22) |
Rennes-6 (23) |
Le Rheu (24) |
Saint-Malo-1 (25) |
Saint-Malo-2 (26) |
Vitré (27)

## Indre(36)
Ardentes (1) |
Argenton-sur-Creuse (2) |
Le Blanc (3) |
Buzançais (4) |
Châteauroux-1 (5) |
Châteauroux-2 (6) |
Châteauroux-3 (7) |
La Châtre (8) |
Issoudun (9) |
Levroux (10) |
Neuvy-Saint-Sépulchre (11) |
Saint-Gaultier (12) |
Valençay (13)

## Indre-et-Loire(37)
Amboise (1) |
Ballan-Miré (2) |
Bléré (3) |
Château-Renault (4) |
Chinon (5) |
Descartes (6) |
Joué-lès-Tours (7) |
Langeais (8) |
Loches (9) |
Montlouis-sur-Loire (10) |
Monts (11) |
Saint-Cyr-sur-Loire (12) |
Sainte-Maure-de-Touraine (13) |
Saint-Pierre-des-Corps (14) |
Tours-1 (15) |
Tours-2 (16) |
Tours-3 (17) |
Tours-4 (18) |
Vouvray (19)

## Isère(38)
Bièvre (1) |
Bourgoin-Jallieu (2) |
Chartreuse-Guiers (3) |
Charvieu-Chavagneux (4) |
Echirolles (5) |
Fontaine-Seyssinet (6) |
Fontaine-Vercors (7) |
Le Grand-Lemps (8) |
Grenoble-1 (9) |
Grenoble-2 (10) |
Grenoble-3 (11) |
Grenoble-4 (12) |
Le Haut-Grésivaudan (13) |
L’Isle-d’Abeau (14) |
Matheysine-Trièves (15) |
Meylan (16) |
Morestel (17) |
Le Moyen Grésivaudan (18) |
Oisans-Romanche (19) |
Le Pont-de-Claix (20) |
Roussillon (21) |
Saint-Martin-d’Hères (22) |
Le Sud Grésivaudan (23) |
La Tour-du-Pin (24) |
Tullins (25) |
La Verpillière (26) |
Vienne-1 (27) |
Vienne-2 (28) |
Voiron (29)

## Jura(39)
Arbois (1) |
Authume (2) |
Bletterans (3) |
Champagnole (4) |
Dole-1 (5) |
Dole-2 (6) |
Lons-le-Saunier-1 (7) |
Lons-le-Saunier-2 (8) |
Moirans-en-Montagne (9) |
Mont-sous-Vaudrey (10) |
Morez (11) |
Poligny (12) |
Saint-Amour (13) |
Saint-Claude (14) |
Saint-Laurent-en-Grandvaux (15) |
Saint-Lupicin (16) |
Tavaux (17)

## Landes(40)
Adour Armagnac (1) |
Chalosse Tursan (2) |
Côte d’Argent (3) |
Coteau de Chalosse (4) |
Dax-1 (5) |
Dax-2 (6) |
Grands Lacs (7) |
Haute Lande Armagnac (8) |
Marensin Sud (9) |
Mont-de-Marsan-1 (10) |
Mont-de-Marsan-2 (11) |
Orthe et Arrigans (12) |
Pays morcenais tarusate (13) |
Pays Tyrossais (14) |
Seignanx (15)

## Loir-et-Cher(41)
La Beauce (1) |
Blois-1 (2) |
Blois-2 (3) |
Blois-3 (4) |
Chambord (5) |
Montoire-sur-le-Loir (6) |
Montrichard (7) |
Onzain (8) |
Le Perche (9) |
Romorantin-Lanthenay (10) |
Saint-Aignan (11) |
Selles-sur-Cher (12) |
La Sologne (13) |
Vendôme (14) |
Vineuil (15)

## Loire(42)
Andrézieux-Bouthéon (1) |
Boën-sur-Lignon (2) |
Charlieu (3) |
Le Coteau (4) |
Feurs (5) |
Firminy (6) |
Montbrison (7) |
Le Pilat (8) |
Renaison (9) |
Rive-de-Gier (10) |
Roanne-1 (11) |
Roanne-2 (12) |
Saint-Chamond (13) |
Saint-Etienne-1 (14) |
Saint-Etienne-2 (15) |
Saint-Etienne-3 (16) |
Saint-Etienne-4 (17) |
Saint-Etienne-5 (18) |
Saint-Etienne-6 (19) |
Saint-Just-Saint-Rambert (20) |
Sorbiers (21)

## Haute-Loire(43)
Aurec-sur-Loire (1) |
Bas-en-Basset (2) |
Boutières (3) |
Brioude (4) |
Deux Rivières et Vallées (5) |
Emblavez-et-Meygal (6) |
Gorges de l’Allier-Gévaudan (7) |
Mézenc (8) |
Monistrol-sur-Loire (9) |
Pays de Lafayette (10) |
Plateau du Haut-Velay granitique (11) |
Le Puy-en-Velay-1 (12) |
Le Puy-en-Velay-2 (13) |
Le Puy-en-Velay-3 (14) |
Le Puy-en-Velay-4 (15) |
Saint-Paulien (16) |
Sainte-Florine (17) |
Velay volcanique (18) |
Yssingeaux (19)

## Loire-Atlantique(44)
Ancenis (1) |
La Baule-Escoublac (2) |
Blain (3) |
Carquefou (4) |
La Chapelle-sur-Erdre (5) |
Châteaubriant (6) |
Clisson (7) |
Guémené-Penfao (8) |
Guérande (9) |
Machecoul (10) |
Nantes-1 (11) |
Nantes-2 (12) |
Nantes-3 (13) |
Nantes-4 (14) |
Nantes-5 (15) |
Nantes-6 (16) |
Nantes-7 (17) |
Nort-sur-Erdre (18) |
Pontchâteau (19) |
Pornic (20) |
Rezé-1 (21) |
Rezé-2 (22) |
Saint-Brevin-les-Pins (23) |
Saint-Herblain-1 (24) |
Saint-Herblain-2 (25) |
Saint-Nazaire-1 (26) |
Saint-Nazaire-2 (27) |
Saint-Philbert-de-Grand-Lieu (28) |
Saint-Sébastien-sur-Loire (29) |
Vallet (30) |
Vertou (31)

## Loiret(45)
Beaugency (1) |
Châlette-sur-Loing (2) |
Châteauneuf-sur-Loire (3) |
Courtenay (4) |
La Ferté-Saint-Aubin (5) |
Fleury-les-Aubrais (6) |
Gien (7) |
Lorris (8) |
Le Malesherbois (9) |
Meung-sur-Loire (10) |
Montargis (11) |
Olivet (12) |
Orléans-1 (13) |
Orléans-2 (14) |
Orléans-3 (15) |
Orléans-4 (16) |
Pithiviers (17) |
Saint-Jean-de-Braye (18) |
Saint-Jean-de-la-Ruelle (19) |
Saint-Jean-le-Blanc (20) |
Sully-sur-Loire (21)

## Lot(46)
Cahors-1 (1) |
Cahors-2 (2) |
Cahors-3 (3) |
Causse et Bouriane (4) |
Causse et Vallées (5) |
Cère et Ségala (6) |
Figeac-1 (7) |
Figeac-2 (8) |
Gourdon (9) |
Gramat (10) |
Lacapelle-Marival (11) |
Luzech (12) |
Marches du Sud-Quercy (13) |
Martel (14) |
Puy-l’Evêque (15) |
Saint-Céré (16) |
Souillac (17)

## Lot-et-Garonne(47)
Agen-1 (1) |
Agen-2 (2) |
Agen-3 (3) |
Agen-4 (4) |
L’Albret (5) |
Le Confluent (6) |
Les Coteaux de Guyenne (7) |
Les Forêts de Gascogne (8) |
Le Fumélois (9) |
Le Haut Agenais Périgord (10) |
Lavardac (11) |
Le Livradais (12) |
Marmande-1 (13) |
Marmande-2 (14) |
L’Ouest agenais (15) |
Le Pays de Serres (16) |
Le Sud-Est agenais (17) |
Tonneins (18) |
Le Val du Dropt (19) |
Villeneuve-sur-Lot-1 (20) |
Villeneuve-sur-Lot-2 (21)

## Lozère(48)
Aumont-Aubrac (1) |
La Canourgue (2) |
Chirac (3) |
Le Collet-de-Dèze (4) |
Florac (5) |
Grandrieu (6) |
Langogne (7) |
Marvejols (8) |
Mende-1 (9) |
Mende-2 (10) |
Saint-Alban-sur-Limagnole (11) |
Saint-Chély-d’Apcher (12) |
Saint-Etienne-du-Valdonnez (13)

## Maine-et-Loire(49)
Angers-1 (1) |
Angers-2 (2) |
Angers-3 (3) |
Angers-4 (4) |
Angers-5 (5) |
Angers-6 (6) |
Angers-7 (7) |
Beaufort-en-Vallée (8) |
Beaupréau (9) |
Chalonnes-sur-Loire (10) |
Chemillé-en-Anjou (11) |
Cholet-1 (12) |
Cholet-2 (13) |
Doué-la-Fontaine (14) |
Longué-Jumelles (15) |
La Pommeraye (16) |
Les Ponts-de-Cé (17) |
Saint-Macaire-en-Mauges (18) |
Saumur (19) |
Segré (20) |
Tiercé (21)

## Manche(50)
Agon-Coutainville (1) |
Avranches (2) |
Bréhal (3) |
Bricquebec (4) |
Carentan (5) |
Cherbourg-Octeville-1 (6) |
Cherbourg-Octeville-2 (7) |
Cherbourg-Octeville-3 (8) |
Condé-sur-Vire (9) |
Coutances (10) |
Créances (11) |
Equeurdreville-Hainneville (12) |
Granville (13) |
La Hague (14) |
Isigny-le-Buat (15) |
Le Mortainais (16) |
Les Pieux (17) |
Pont-Hébert (18) |
Pontorson (19) |
Quettreville-sur-Sienne (20) |
Saint-Hilaire-du-Harcouët (21) |
Saint-Lô-1 (22) |
Saint-Lô-2 (23) |
Tourlaville (24) |
Valognes (25) |
Val-de-Saire (26) |
Villedieu-les-Poêles (27)

## Marne(51)
Argonne Suippe et Vesle (1) |
Bourgogne (2) |
Châlons-en-Champagne-1 (3) |
Châlons-en-Champagne-2 (4) |
Châlons-en-Champagne-3 (5) |
Dormans-Paysages de Champagne (6) |
Epernay-1 (7) |
Epernay-2 (8) |
Fismes-Montagne de Reims (9) |
Mourmelon-Vesle et Monts de Champagne (10) |
Reims-1 (11) |
Reims-2 (12) |
Reims-3 (13) |
Reims-4 (14) |
Reims-5 (15) |
Reims-6 (16) |
Reims-7 (17) |
Reims-8 (18) |
Reims-9 (19) |
Sermaize-les-Bains (20) |
Sézanne-Brie et Champagne (21) |
Vertus-Plaine Champenoise (22) |
Vitry-le-François-Champagne et Der (23)

## Haute-Marne(52)
Bologne (1) |
Bourbonne-les-Bains (2) |
Chalindrey (3) |
Châteauvillain (4) |
Chaumont-1 (5) |
Chaumont-2 (6) |
Chaumont-3 (7) |
Eurville-Bienville (8) |
Joinville (9) |
Langres (10) |
Nogent (11) |
Poissons (12) |
Saint-Dizier-1 (13) |
Saint-Dizier-2 (14) |
Saint-Dizier-3 (15) |
Villegusien-le-Lac (16) |
Wassy (17)

## Mayenne(53)
Azé (1) |
Bonchamp-lès-Laval (2) |
Château-Gontier (3) |
Cossé-le-Vivien (4) |
Ernée (5) |
Evron (6) |
Gorron (7) |
L’Huisserie (8) |
Lassay-les-Châteaux (9) |
Laval-1 (10) |
Laval-2 (11) |
Laval-3 (12) |
Loiron (13) |
Mayenne (14) |
Meslay-du-Maine (15) |
Saint-Berthevin (16) |
Villaines-la-Juhel (17)

## Meurthe-et-Moselle(54)
Baccarat (1) |
Entre Seille et Meurthe (2) |
Grand Couronné (3) |
Jarny (4) |
Jarville-la-Malgrange (5) |
Laxou (6) |
Longwy (7) |
Lunéville-1 (8) |
Lunéville-2 (9) |
Meine au Saintois (10) |
Mont-Saint-Martin (11) |
Nancy-1 (12) |
Nancy-2 (13) |
Nancy-3 (14) |
Neuves-Maisons (15) |
Le Nord-Toulois (16) |
Pays de Briey (17) |
Pont-à-Mousson (18) |
Saint-Max (19) |
Toul (20) |
Val de Lorraine Sud (21) |
Vandœuvre-lès-Nancy (22) |
Villerupt (23)

## Meuse(55)
Ancerville (1) |
Bar-le-Duc-1 (2) |
Bar-le-Duc-2 (3) |
Belleville-sur-Meuse (4) |
Bouligny (5) |
Clermont-en-Argonne (6) |
Commercy (7) |
Dieue-sur-Meuse (8) |
Etain (9) |
Ligny-en-Barrois (10) |
Montmédy (11) |
Revigny-sur-Ornain (12) |
Saint-Mihiel (13) |
Stenay (14) |
Vaucouleurs (15) |
Verdun-1 (16) |
Verdun-2 (17)

## Morbihan(56)
Auray (1) |
Gourin (2) |
Grand-Champ (3) |
Guer (4) |
Guidel (5) |
Hennebont (6) |
Lanester (7) |
Lorient-1 (8) |
Lorient-2 (9) |
Moréac (10) |
Muzillac (11) |
Ploemeur (12) |
Ploërmel (13) |
Pluvigner (14) |
Pontivy (15) |
Questembert (16) |
Quiberon (17) |
Séné (18) |
Vannes-1 (19) |
Vannes-2 (20) |
Vannes-3 (21)

## Moselle(57)
Algrange (1) |
Bitche (2) |
Boulay-Moselle (3) |
Bouzonville (4) |
Les Coteaux de Moselle (5) |
Fameck (6) |
Faulquemont (7) |
Forbach (8) |
Freyming-Merlebach (9) |
Hayange (10) |
Metz-1 (11) |
Metz-2 (12) |
Metz-3 (13) |
Metzervisse (14) |
Montigny-lès-Metz (15) |
Le Pays Messin (16) |
Phalsbourg (17) |
Rombas (18) |
Saint-Avold (19) |
Sarralbe (20) |
Sarrebourg (21) |
Sarreguemines (22) |
Le Saulnois (23) |
Le Sillon Mosellan (24) |
Stiring-Wendel (25) |
Thionville (26) |
Yutz (27)

## Nièvre(58)
La Charité-sur-Loire (1) |
Château-Chinon (2) |
Clamecy (3) |
Corbigny (4) |
Cosne-Cours-sur-Loire (5) |
Decize (6) |
Fourchambault (7) |
Guérigny (8) |
Imphy (9) |
Luzy (10) |
Nevers-1 (11) |
Nevers-2 (12) |
Nevers-3 (13) |
Nevers-4 (14) |
Pouilly-sur-Loire (15) |
Saint-Pierre-le-Moûtier (16) |
Varennes-Vauzelles (17)

## Nord(59)
Aniche (1) |
Annœullin (2) |
Anzin (3) |
Armentières (4) |
Aulnoye-Aymeries (5) |
Aulnoy-lez-Valenciennes (6) |
Avesnes-sur-Helpe (7) |
Bailleul (8) |
Cambrai (9) |
Le Cateau-Cambrésis (10) |
Caudry (11) |
Coudekerque-Branche (12) |
Croix (13) |
Denain (14) |
Douai (15) |
Dunkerque-1 (16) |
Dunkerque-2 (17) |
Faches-Thumesnil (18) |
Fourmies (19) |
Grande-Synthe (20) |
Hazebrouck (21) |
Lambersart (22) |
Lille-1 (23) |
Lille-2 (24) |
Lille-3 (25) |
Lille-4 (26) |
Lille-5 (27) |
Lille-6 (28) |
Marly (29) |
Maubeuge (30) |
Orchies (31) |
Roubaix-1 (32) |
Roubaix-2 (33) |
Saint-Amand-les-Eaux (34) |
Sin-le-Noble (35) |
Templeuve-en-Pévèle (36) |
Tourcoing-1 (37) |
Tourcoing-2 (38) |
Valenciennes (39) |
Villeneuve-d’Ascq (40) |
Wormhout (41)

## Oise(60)
Beauvais-1 (1) |
Beauvais-2 (2) |
Chantilly (3) |
Chaumont-en-Vexin (4) |
Clermont (5) |
Compiègne-1 (6) |
Compiègne-2 (7) |
Creil (8) |
Crépy-en-Valois (9) |
Estrées-Saint-Denis (10) |
Grandvilliers (11) |
Méru (12) |
Montataire (13) |
Mouy (14) |
Nanteuil-le-Haudouin (15) |
Nogent-sur-Oise (16) |
Noyon (17) |
Pont-Sainte-Maxence (18) |
Saint-Just-en-Chaussée (19) |
Senlis (20) |
Thourotte (21)

## Orne(61)
L’Aigle (1) |
Alençon-1 (2) |
Alençon-2 (3) |
Argentan-1 (4) |
Argentan-2 (5) |
Athis-de-l’Orne (6) |
Bagnoles-de-l’Orne (7) |
Bretoncelles (8) |
Ceton (9) |
Damigny (10) |
Domfront (11) |
La Ferté-Macé (12) |
Flers-1 (13) |
Flers-2 (14) |
Magny-le-Désert (15) |
Mortagne-au-Perche (16) |
Radon (17) |
Rai (18) |
Sées (19) |
Tourouvre (20) |
Vimoutiers (21)

## Pas-de-Calais(62)
Aire-sur-la-Lys (1) |
Arras-1 (2) |
Arras-2 (3) |
Arras-3 (4) |
Auchel (5) |
Auxi-le-Château (6) |
Avesnes-le-Comte (7) |
Avion (8) |
Bapaume (9) |
Berck (10) |
Béthune (11) |
Beuvry (12) |
Boulogne-sur-Mer-1 (13) |
Boulogne-sur-Mer-2 (14) |
Brebières (15) |
Bruay-la-Buissière (16) |
Bully-les-Mines (17) |
Calais-1 (18) |
Calais-2 (19) |
Calais-3 (20) |
Carvin (21) |
Desvres (22) |
Douvrin (23) |
Etaples (24) |
Fruges (25) |
Harnes (26) |
Hénin-Beaumont-1 (27) |
Hénin-Beaumont-2 (28) |
Lens (29) |
Liévin (30) |
Lillers (31) |
Longuenesse (32) |
Lumbres (33) |
Marck (34) |
Nœux-les-Mines (35) |
Outreau (36) |
Saint-Omer (37) |
Saint-Pol-sur-Ternoise (38) |
Wingles (39)

## Puy-de-Dôme(63)
Aigueperse (1) |
Ambert (2) |
Aubière (3) |
Beaumont (4) |
Billom (5) |
Brassac-les-Mines (6) |
Cébazat (7) |
Chamalières (8) |
Châtel-Guyon (9) |
Clermont-Ferrand-1 (10) |
Clermont-Ferrand-2 (11) |
Clermont-Ferrand-3 (12) |
Clermont-Ferrand-4 (13)
Clermont-Ferrand-5 (14) |
Clermont-Ferrand-6 (15) |
Cournon-d’Auvergne (16) |
Gerzat (17) |
Issoire (18) |
Lezoux (19) |
Maringues (20) |
Les Martres-de-Veyre (21) |
Les Monts du Livradois (22) |
Orcines (23) |
Pont-du-Château (24) |
Riom (25) |
Saint-Eloy-les-Mines (26) |
Saint-Georges-de-Mons (27) |
Saint-Ours (28) |
Le Sancy (29) |
Thiers (30) |
Vic-le-Comte (31)

## Pyrénées-Atlantiques(64)
Anglet (1) |
Artix et Pays de Soubestre (2) |
Baïgura et Mondarrain (3) |
Bayonne-1 (4) |
Bayonne-2 (5) |
Bayonne-3 (6) |
Biarritz (7) |
Billère et Coteaux de Jurançon (8) |
Le Cœur de Béarn (9) |
Hendaye-Côte Basque-Sud (10) |
Lescar, Gave et Terres du Pont-Long (11) |
Montagne Basque (12) |
Nive-Adour (13) |
Oloron-Sainte-Marie-1 (14) |
Oloron-Sainte-Marie-2 (15) |
Orthez et Terres des Gaves et du Sel (16) |
Ouzom, Gave et Rives du Neez (17) |
Pau-1 (18) |
Pau-2 (19) |
Pau-3 (20) |
Pau-4 (21) |
Pays de Bidache, Amikuze et Ostibarre (22) |
Pays de Morlaàs et du Montanérès (23) |
Saint-Jean-de-Luz (24) |
Terres des Luys et Coteaux du Vic-Bilh (25) |
Ustaritz-Vallées de Nive et Nivelle (26) |
Vallées de l’Ousse et du Lagoin (27)

## Hautes-Pyrénées(65)
Aureilhan (1) |
Bordères-sur-l’Echez (2) |
Les Coteaux (3) |
La Haute-Bigorre (4) |
Lourdes-1 (5) |
Lourdes-2 (6) |
Moyen Adour (7) |
Neste, Aure et Louron (8) |
Ossun (9) |
Tarbes-1 (10) |
Tarbes-2 (11) |
Tarbes-3 (12) |
Val d’Adour-Rustan-Madiranais (13) |
La Vallée de l’Arros et des Baïses (14) |
La Vallée de la Barousse (15) |
La Vallée des Gaves (16) |
Vic-en-Bigorre (17)

## Pyrénées-Orientales(66)
Les Aspres (1) |
Le Canigou (2) |
La Côte Sableuse (3) |
La Côte Salanquaise (4) |
La Côte Vermeille (5) |
Perpignan-1 (6) |
Perpignan-2 (7) |
Perpignan-3 (8) |
Perpignan-4 (9) |
Perpignan-5 (10) |
Perpignan-6 (11) |
La Plaine d’Illibéris (12) |
Les Pyrénées catalanes (13) |
Le Ribéral (14) |
La Vallée de l’Agly (15) |
La Vallée de la Têt (16) |
Vallespir-Albères (17)

## Bas-Rhin(67)
Bischwiller (1) |
Bouxwiller (2) |
Brumath (3) |
Erstein (4) |
Haguenau (5) |
Hœnheim (6) |
Illkirch-Graffenstaden (7) |
Ingwiller (8) |
Lingolsheim (9) |
Molsheim (10) |
Mutzig (11) |
Obernai (12) |
Reichshoffen (13) |
Saverne (14) |
Schiltigheim (15) |
Sélestat (16) |
Strasbourg-1 (17) |
Strasbourg-2 (18) |
Strasbourg-3 (19) |
Strasbourg-4 (20) |
Strasbourg-5 (21) |
Strasbourg-6 (22) |
Wissembourg (23)

## Haut-Rhin(68)
Altkirch (1) |
Brunstatt-Didenheim (2) |
Cernay (3) |
Colmar-1 (4) |
Colmar-2 (5) |
Ensisheim (6) |
Guebwiller (7) |
Kingersheim (8) |
Masevaux-Niederbruck (9) |
Mulhouse-1 (10) |
Mulhouse-2 (11) |
Mulhouse-3 (12) |
Rixheim (13) |
Saint-Louis (14) |
Sainte-Marie-aux-Mines (15) |
Wintzenheim (16) |
Wittenheim (17)

## Rhône(69)
Anse (1) |
L’Arbresle (2) |
Belleville (3) |
Le Bois-d’Oingt (4) |
Brignais (5) |
Genas (6) |
Gleizé (7) |
Mornant (8) |
Saint-Symphorien-d’Ozon (9) |
Tarare (10) |
Thizy-les-Bourgs (11) |
Vaugneray (12) |
Villefranche-sur-Saône (13)

## Haute-Saône(70)
Dampierre-sur-Salon (1) |
Gray (2) |
Héricourt-1 (3) |
Héricourt-2 (4) |
Jussey (5) |
Lure-1 (6) |
Lure-2 (7) |
Luxeuil-les-Bains (8) |
Marnay (9) |
Mélisey (10) |
Port-sur-Saône (11) |
Rioz (12) |
Saint-Loup-sur-Semouse (13) |
Scey-sur-Saône-et-Saint-Albin (14) |
Vesoul-1 (15) |
Vesoul-2 (16) |
Villersexel (17)

## Saône-et-Loire(71)
Autun-1 (1) |
Autun-2 (2) |
Blanzy (3) |
Chagny (4) |
Chalon-sur-Saône-1 (5) |
Chalon-sur-Saône-2 (6) |
Chalon-sur-Saône-3 (7) |
La Chapelle-de-Guinchay (8) |
Charolles (9) |
Chauffailles (10) |
Cluny (11) |
Le Creusot-1 (12) |
Le Creusot-2 (13) |
Cuiseaux (14) |
Digoin (15) |
Gergy (16) |
Givry (17) |
Gueugnon (18) |
Hurigny (19) |
Louhans (20) |
Mâcon-1 (21) |
Mâcon-2 (22) |
Montceau-les-Mines (23) |
Ouroux-sur-Saône (24) |
Paray-le-Monial (25) |
Pierre-de-Bresse (26) |
Saint-Rémy (27) |
Saint-Vallier (28) |
Tournus (29)

## Sarthe(72)
Bonnétable (1) |
Changé (2) |
Château-du-Loir (3) |
Ecommoy (4) |
La Ferté-Bernard (5) |
La Flèche (6) |
Loué (7) |
Le Lude (8) |
Mamers (9) |
Le Mans-1 (10) |
Le Mans-2 (11) |
Le Mans-3 (12) |
Le Mans-4 (13) |
Le Mans-5 (14) |
Le Mans-6 (15) |
Le Mans-7 (16) |
Sablé-sur-Sarthe (17) |
Saint-Calais (18) |
Savigné-l’Evêque (19) |
Sillé-le-Guillaume (20) |
La Suze-sur-Sarthe (21)

## Savoie(73)
Aix-les-Bains-1 (1) |
Aix-les-Bains-2 (2) |
Albertville-1 (3) |
Albertville-2 (4) |
Bourg-Saint-Maurice (5) |
Bugey savoyard (6) |
Chambéry-1 (7) |
Chambéry-2 (8) |
Chambéry-3 (9) |
Modane (10) |
Montmélian (11) |
La Motte-Servolex (12) |
Moûtiers (13) |
Le Pont-de-Beauvoisin (14) |
La Ravoire (15) |
Saint-Alban-Leysse (16) |
Saint-Jean-de-Maurienne (17) |
Saint-Pierre-d’Albigny (18) |
Ugine (19)

## Haute-Savoie(74)
Annecy-1 (1) |
Annecy-2 (2) |
Annecy-le-Vieux (3) |
Annemasse (4) |
Bonneville (5) |
Cluses (6) |
Evian-les-Bains (7) |
Faverges (8) |
Gaillard (9) |
Le Mont-Blanc (10) |
La Roche-sur-Foron (11) |
Rumilly (12) |
Saint-Julien-en-Genevois (13) |
Sallanches (14) |
Sciez (15) |
Seynod (16) |
Thonon-les-Bains (17)

## Seine-Maritime(76)
Barentin (1) |
Bois-Guillaume (2) |
Bolbec (3) |
Canteleu (4) |
Caudebec-lès-Elbeuf (5) |
Darnétal (6) |
Dieppe-1 (7) |
Dieppe-2 (8) |
Elbeuf (9) |
Eu (10) |
Fécamp (11) |
Gournay-en-Bray (12) |
Le Grand-Quevilly (13) |
Le Havre-1 (14) |
Le Havre-2 (15) |
Le Havre-3 (16) |
Le Havre-4 (17) |
Le Havre-5 (18) |
Le Havre-6 (19) |
Luneray (20) |
Le Mesnil-Esnard (21) |
Mont-Saint-Aignan (22) |
Neufchâtel-en-Bray (23) |
Notre-Dame-de-Bondeville (24) |
Notre-Dame-de-Gravenchon (25) |
Octeville-sur-Mer (26) |
Le Petit-Quevilly (27) |
Rouen-1 (28) |
Rouen-2 (29) |
Rouen-3 (30) |
Saint-Etienne-du-Rouvray (31) |
Saint-Romain-de-Colbosc (32) |
Saint-Valery-en-Caux (33) |
Sotteville-lès-Rouen (34) |
Yvetot (35)

## Seine-et-Marne(77)
Champs-sur-Marne (1) |
Chelles (2) |
Claye-Souilly (3) |
Combs-la-Ville (4) |
Coulommiers (5) |
La Ferté-sous-Jouarre (6) |
Fontainebleau (7) |
Fontenay-Trésigny (8) |
Lagny-sur-Marne (9) |
Meaux (10) |
Melun (11) |
Mitry-Mory (12) |
Montereau-Fault-Yonne (13) |
Nangis (14) |
Nemours (15) |
Ozoir-la-Ferrière (16) |
Pontault-Combault (17) |
Provins (18) |
Saint-Fargeau-Ponthierry (19) |
Savigny-le-Temple (20) |
Serris (21) |
Torcy (22) |
Villeparisis (23)

## Yvelines(78)
Aubergenville (1) |
Bonnières-sur-Seine (2) |
Chatou (3) |
Le Chesnay (4) |
Conflans-Sainte-Honorine (5) |
Houilles (6) |
Limay (7) |
Mantes-la-Jolie (8) |
Maurepas (9) |
Montigny-le-Bretonneux (10) |
Les Mureaux (11) |
Plaisir (12) |
Poissy (13) |
Rambouillet (14) |
Saint-Cyr-l’Ecole (15) |
Saint-Germain-en-Laye (16) |
Sartrouville (17) |
Trappes (18) |
Verneuil-sur-Seine (19) |
Versailles-1 (20) |
Versailles-2 (21)

## Deux-Sèvres(79)
Autize-Egray (1) |
Bressuire (2) |
Celles-sur-Belle (3) |
Cerizay (4) |
Frontenay-Rohan-Rohan (5) |
La Gâtine (6) |
Mauléon (7) |
Melle (8) |
Mignon-et-Boutonne (9) |
Niort-1 (10) |
Niort-2 (11) |
Niort-3 (12) |
Parthenay (13) |
La Plaine Niortaise (14) |
Saint-Maixent-l’Ecole (15) |
Thouars (16) |
Le Val de Thouet (17)

## Somme(80)
Abbeville-1 (1) |
Abbeville-2 (2) |
Ailly-sur-Noye (3) |
Ailly-sur-Somme (4) |
Albert (5) |
Amiens-1 (6) |
Amiens-2 (7) |
Amiens-3 (8) |
Amiens-4 (9) |
Amiens-5 (10) |
Amiens-6 (11) |
Amiens-7 (12) |
Corbie (13) |
Doullens (14) |
Flixecourt (15) |
Friville-Escarbotin (16) |
Gamaches (17) |
Ham (18) |
Moreuil (19) |
Péronne (20) |
Poix-de-Picardie (21) |
Roye (22) |
Rue (23)

## Tarn (81)
Albi-1 (1) |
Albi-2 (2) |
Albi-3 (3) |
Albi-4 (4) |
Carmaux-1 Le Ségala (5) |
Carmaux-2 Vallée du Cérou (6) |
Castres-1 (7) |
Castres-2 (8) |
Castres-3 (9) |
Les Deux Rives (10) |
Gaillac (11) |
Graulhet (12) |
Le Haut Dadou (13) |
Les Hautes Terres d’Oc (14) |
Lavaur Cocagne (15) |
Mazamet-1 (16) |
Mazamet-2 Vallée du Thoré (17) |
La Montagne noire (18) |
Le Pastel (19) |
Plaine de l’Agoût (20) |
Les Portes du Tarn (21) |
Saint-Juéry (22) |
Vignobles et Bastides (23)

## Tarn-et-Garonne(82)
Aveyron-Lère (1) |
Beaumont-de-Lomagne (2) |
Castelsarrasin (3) |
Garonne-Lomagne-Brulhois (4) |
Moissac (5) |
Montauban-1 (6) |
Montauban-2 (7) |
Montauban-3 (8) |
Montech (9) |
Pays de Serres Sud-Quercy (10) |
Quercy-Aveyron (11) |
Quercy-Rouergue (12) |
Tarn-Tescou-Quercy vert (13) |
Valence (14) |
Verdun-sur-Garonne (15)

## Var(83)
Brignoles (1) |
La Crau (2) |
Draguignan (3) |
Flayosc (4) |
Fréjus (5) |
La Garde (6) |
Garéoult (7) |
Hyères (8) |
Le Luc (9) |
Ollioules (10) |
Roquebrune-sur-Argens (11) |
Saint-Cyr-sur-Mer (12) |
Saint-Maximin-la-Sainte-Baume (13) |
Saint-Raphaël (14) |
Sainte-Maxime (15) |
La Seyne-sur-Mer-1 (16) |
La Seyne-sur-Mer-2 (17) |
Solliès-Pont (18) |
Toulon-1 (19) |
Toulon-2 (20) |
Toulon-3 (21) |
Toulon-4 (22) |
Vidauban (23)

## Vaucluse(84)
Apt (1) |
Avignon-1 (2) |
Avignon-2 (3) |
Avignon-3 (4) |
Bollène (5) |
Carpentras (6) |
Cavaillon (7) |
Cheval-Blanc (8) |
L’Isle-sur-la-Sorgue (9) |
Monteux (10) |
Orange (11) |
Pernes-les-Fontaines (12) |
Pertuis (13) |
Le Pontet (14) |
Sorgues (15) |
Vaison-la-Romaine (16) |
Valréas (17)

## Vendée(85)
Aizenay (1) |
Challans (2) |
Chantonnay (3) |
La Châtaigneraie (4) |
Fontenay-le-Comte (5) |
Les Herbiers (6) |
L’Ile-d’Yeu (7) |
Luçon (8) |
Mareuil-sur-Lay-Dissais (9) |
Montaigu (10) |
Mortagne-sur-Sèvre (11) |
La Roche-sur-Yon-1 (12) |
La Roche-sur-Yon-2 (13) |
Les Sables-d’Olonne (14) |
Saint-Hilaire-de-Riez (15) |
Saint-Jean-de-Monts (16) |
Talmont-Saint-Hilaire (17)

## Vienne(86)
Chasseneuil-du-Poitou (1) |
Châtellerault-1 (2) |
Châtellerault-2 (3) |
Châtellerault-3 (4) |
Chauvigny (5) |
Civray (6) |
Jaunay-Clan (7) |
Loudun (8) |
Lusignan (9) |
Lussac-les-Châteaux (10) |
Migné-Auxances (11) |
Montmorillon (12) |
Poitiers-1 (13) |
Poitiers-2 (14) |
Poitiers-3 (15) |
Poitiers-4 (16) |
Poitiers-5 (17) |
Vivonne (18) |
Vouneuil-sous-Biard (19)

## Haute-Vienne(87)
Aixe-sur-Vienne (1) |
Ambazac (2) |
Bellac (3) |
Châteauponsac (4) |
Condat-sur-Vienne (5) |
Couzeix (6) |
Eymoutiers (7) |
Limoges-1 (8) |
Limoges-2 (9) |
Limoges-3 (10) |
Limoges-4 (11) |
Limoges-5 (12) |
Limoges-6 (13) |
Limoges-7 (14) |
Limoges-8 (15) |
Limoges-9 (16) |
Panazol (17) |
Rochechouart (18) |
Saint-Junien (19) |
Saint-Léonard-de-Noblat (20) |
Saint-Yrieix-la-Perche (21)

## Vosges(88)
La Bresse (1) |
Bruyères (2) |
Charmes (3) |
Darney (4) |
Epinal-1 (5) |
Epinal-2 (6) |
Gérardmer (7) |
Golbey (8) |
Mirecourt (9) |
Neufchâteau (10) |
Raon-l’Etape (11) |
Remiremont (12) |
Saint-Dié-des-Vosges-1 (13) |
Saint-Dié-des-Vosges-2 (14) |
Le Thillot (15) |
Le Val-d’Ajol (16) |
Vittel (17)

## Yonne(89)
Auxerre-1 (1) |
Auxerre-2 (2) |
Auxerre-3 (3) |
Auxerre-4 (4) |
Avallon (5) |
Brienon-sur-Armançon (6) |
Chablis (7) |
Charny (8) |
Cœur de Puisaye (9) |
Gâtinais en Bourgogne (10) |
Joigny (11) |
Joux-la-Ville (12) |
Migennes (13) |
Pont-sur-Yonne (14) |
Saint-Florentin (15) |
Sens-1 (16) |
Sens-2 (17) |
Thorigny-sur-Oreuse (18) |
Tonnerrois (19) |
Villeneuve-sur-Yonne (20) |
Vincelles (21)

## Territoire de Belfort(90)
Bavilliers (1) |
Belfort-1 (2) |
Belfort-2 (3) |
Belfort-3 (4) |
Châtenois-les-Forges (5) |
Delle (6) |
Giromagny (7) |
Grandvillars (8) |
Valdoie (9)

## Essonne(91)
Arpajon (1) |
Athis-Mons (2) |
Brétigny-sur-Orge (3) |
Corbeil-Essonnes (4) |
Dourdan (5) |
Draveil (6) |
Epinay-sous-Sénart (7) |
Etampes (8) |
Evry (9) |
Gif-sur-Yvette (10) |
Longjumeau (11) |
Massy (12) |
Mennecy (13) |
Palaiseau (14) |
Ris-Orangis (15) |
Sainte-Geneviève-des-Bois (16) |
Savigny-sur-Orge (17) |
Les Ulis (18) |
Vigneux-sur-Seine (19) |
Viry-Châtillon (20) |
Yerres (21)

## Hauts-de-Seine(92)
Antony (1) |
Asnières-sur-Seine (2) |
Bagneux (3) |
Boulogne-Billancourt-1 (4) |
Boulogne-Billancourt-2 (5) |
Châtenay-Malabry (6) |
Châtillon (7) |
Clamart (8) |
Clichy (9) |
Colombes-1 (10) |
Colombes-2 (11) |
Courbevoie-1 (12) |
Courbevoie-2 (13) |
Gennevilliers (14) |
Issy-les-Moulineaux (15) |
Levallois-Perret (16) |
Meudon (17) |
Montrouge (18) |
Nanterre-1 (19) |
Nanterre-2 (20) |
Neuilly-sur-Seine (21) |
Rueil-Malmaison (22) |
Saint-Cloud (23)

## Seine-Saint-Denis(93)
Aubervilliers (1) |
Aulnay-sous-Bois (2) |
Bagnolet (3) |
Le Blanc-Mesnil (4) |
Bobigny (5) |
Bondy (6) |
La Courneuve (7) |
Drancy (8) |
Epinay-sur-Seine (9) |
Gagny (10) |
Livry-Gargan (11) |
Montreuil-1 (12) |
Montreuil-2 (13) |
Noisy-le-Grand (14) |
Pantin (15) |
Saint-Denis-1 (16) |
Saint-Denis-2 (17) |
Saint-Ouen (18) |
Sevran (19) |
Tremblay-en-France (20) |
Villemomble (21)

## Val-de-Marne(94)
Alfortville (1) |
Cachan (2) |
Champigny-sur-Marne-1 (3) |
Champigny-sur-Marne-2 (4) |
Charenton-le-Pont (5) |
Choisy-le-Roi (6) |
Créteil-1 (7) |
Créteil-2 (8) |
Fontenay-sous-Bois (9) |
L’Haÿ-les-Roses (10) |
Ivry-sur-Seine (11) |
Le Kremlin-Bicêtre (12) |
Maisons-Alfort (13) |
Nogent-sur-Marne (14) |
Orly (15) |
Plateau briard (16) |
Saint-Maur-des-Fossés-1 (17) |
Saint-Maur-des-Fossés-2 (18) |
Thiais (19) |
Villejuif (20) |
Villeneuve-Saint-Georges (21) |
Villiers-sur-Marne (22) |
Vincennes (23) |
Vitry-sur-Seine-1 (24) |
Vitry-sur-Seine-2 (25)

## Val-d’Oise(95)
Argenteuil-1 (1) |
Argenteuil-2 (2) |
Argenteuil-3 (3) |
Cergy-1 (4) |
Cergy-2 (5) |
Deuil-la-Barre (6) |
Domont (7) |
Ermont (8) |
Fosses (9) |
Franconville (10) |
Garges-lès-Gonesse (11) |
Goussainville (12) |
Herblay (13) |
L’Isle-Adam (14) |
Montmorency (15) |
Pontoise (16) |
Saint-Ouen-l’Aumône (17) |
Sarcelles (18) |
Taverny (19) |
Vauréal (20) |
Villiers-le-Bel (21)

## Guadeloupe(971)
Les Abymes-1 (1) |
Les Abymes-2 (2) |
Les Abymes-3 (3) |
Baie-Mahault-1 (4) |
Baie-Mahault-2 (5) |
Basse-Terre (6) |
Capesterre-Belle-Eau (7) |
Le Gosier (8) |
Lamentin (9) |
Marie-Galante (10) |
Le Moule (11) |
Morne-à-l’Eau (12) |
Petit-Bourg (13) |
Petit-Canal (14) |
Pointe-à-Pitre (15) |
Saint-François (16) |
Sainte-Anne (17) |
Sainte-Rose-1 (18) |
Sainte-Rose-2 (19) |
Trois-Rivières (20) |
Vieux-Habitants (21)

## Réunion(974)
L’Etang-Salé (1) |
Le Port (2) |
La Possession (3) |
Saint-André-1 (4) |
Saint-André-2 (5) |
Saint-André-3 (6) |
Saint-Benoît-1 (7) |
Saint-Benoît-2 (8) |
Saint-Denis-1 (9) |
Saint-Denis-2 (10) |
Saint-Denis-3 (11) |
Saint-Denis-4 (12) |
Saint-Joseph (13) |
Saint-Leu (14) |
Saint-Louis-1 (15) |
Saint-Louis-2 (16) |
Saint-Paul-1 (17) |
Saint-Paul-2 (18) |
Saint-Paul-3 (19) |
Saint-Pierre-1 (20) |
Saint-Pierre-2 (21) |
Saint-Pierre-3 (22) |
Sainte-Marie (23) |
Le Tampon-1 (24) |
Le Tampon-2 (25)

## Mayotte(976)
Bandraboua (1) |
Bouéni (2) |
Dembeni (3) |
Dzaoudzi (4) |
Koungou (5) |
Mamoudzou-1 (6) |
Mamoudzou-2 (7) |
Mamoudzou-3 (8) |
Mtsamboro (9) |
Ouangani (10) |
Pamandzi (11) |
Sada (12) |
Tsingoni (13)

## Belege
1. ↑  Artikel L. 191 und L. 191-1 des Wahlgesetzbuches (Code électoral) in der Fassung der Artikel 3 und 4 des Gesetzes Nr. 2013-403 vom 17. Mai 2013
2. ↑  Artikel L. 3113-2 Absatz III des Allgemeinen Gesetzbuches der Gebietskörperschaften (Code général des collectivités territoriales) in der Fassung des Artikels 46 des Gesetzes Nr. 2013-403 vom 17. Mai 2013
3. ↑  Dekret Nr. 2014-147
4. ↑  Dekret Nr. 2014-202
5. ↑  Dekret Nr. 2014-265
6. ↑  Dekret Nr. 2014-226
7. ↑  Dekret Nr. 2014-193
8. ↑  Dekret Nr. 2014-227
9. ↑  Dekret Nr. 2014-148
10. ↑  Dekret Nr. 2014-203
11. ↑  Dekret Nr. 2014-174
12. ↑  Dekret Nr. 2014-216
13. ↑  Dekret Nr. 2014-204
14. ↑  Dekret Nr. 2014-205
15. ↑  Dekret Nr. 2014-271
16. ↑  Dekret Nr. 2014-160
17. ↑  Dekret Nr. 2014-149
18. ↑  Dekret Nr. 2014-195
19. ↑  Dekret Nr. 2014-269
20. ↑  Dekret Nr. 2014-206
21. ↑  Dekret Nr. 2014-228
22. ↑  Dekret Nr. 2014-229
23. ↑  Dekret Nr. 2014-255
24. ↑  Dekret Nr. 2014-175
25. ↑  Dekret Nr. 2014-150
26. ↑  Dekret Nr. 2014-161
27. ↑  Dekret Nr. 2014-218
28. ↑  Dekret Nr. 2014-240
29. ↑  Dekret Nr. 2014-191
30. ↑  Dekret Nr. 2014-241
31. ↑  Dekret Nr. 2014-231
32. ↑  Dekret Nr. 2014-151
33. ↑  Dekret Nr. 2014-232
34. ↑  Dekret Nr. 2014-152
35. ↑  Dekret Nr. 2014-254
36. ↑  Dekret Nr. 2014-192
37. ↑  Dekret Nr. 2014-258
38. ↑  Dekret Nr. 2014-177
39. ↑  Dekret Nr. 2014-178
40. ↑  Dekret Nr. 2014-179
41. ↑  Dekret Nr. 2014-180
42. ↑  Dekret Nr. 2014-165
43. ↑  Dekret Nr. 2014-181
44. ↑  Dekret Nr. 2014-213
45. ↑  Dekret Nr. 2014-260
46. ↑  Dekret Nr. 2014-162
47. ↑  Dekret Nr. 2014-243
48. ↑  Dekret Nr. 2014-244
49. ↑  Dekret Nr. 2014-154
50. ↑  Dekret Nr. 2014-257
51. ↑  Dekret Nr. 2014-245
52. ↑  Dekret Nr. 2014-259
53. ↑  Dekret Nr. 2014-246
54. ↑  Dekret Nr. 2014-208
55. ↑  Dekret Nr. 2014-163
56. ↑  Dekret Nr. 2014-209
57. ↑  Dekret Nr. 2014-261
58. ↑  Dekret Nr. 2014-166
59. ↑  Dekret Nr. 2014-215
60. ↑  Dekret Nr. 2014-183
61. ↑  Dekret Nr. 2014-184
62. ↑  Dekret Nr. 2014-167
63. ↑  Dekret Nr. 2014-196
64. ↑  Dekret Nr. 2014-247
65. ↑  Dekret Nr. 2014-233
66. ↑  Dekret Nr. 2014-210
67. ↑  Dekret Nr. 2014-248
68. ↑  Dekret Nr. 2014-242
69. ↑  Dekret Nr. 2014-262
70. ↑  Dekret Nr. 2014-185
71. ↑  Dekret Nr. 2014-207
72. ↑  Dekret Nr. 2014-267
73. ↑  Dekret Nr. 2014-164
74. ↑  Dekret Nr. 2014-182
75. ↑  Dekret Nr. 2014-234
76. ↑  Dekret Nr. 2014-272
77. ↑  Dekret Nr. 2014-153
78. ↑  Dekret Nr. 2014-266
79. ↑  Dekret Nr. 2014-186
80. ↑  Dekret Nr. 2014-214
81. ↑  Dekret Nr. 2014-176
82. ↑  Dekret Nr. 2014-263
83. ↑  Dekret Nr. 2014-170
84. ↑  Dekret Nr. 2014-273
85. ↑  Dekret Nr. 2014-270
86. ↑  Dekret Nr. 2014-249
87. ↑  Dekret Nr. 2014-169
88. ↑  Dekret Nr. 2014-264
89. ↑  Dekret Nr. 2014-194
90. ↑  Dekret Nr. 2014-268
91. ↑  Dekret Nr. 2014-156
92. ↑  Dekret Nr. 2014-155
93. ↑  Dekret Nr. 2014-230
94. ↑  Dekret Nr. 2014-256
95. ↑  Dekret Nr. 2014-217
96. ↑  Dekret Nr. 2014-171
97. ↑  Dekret Nr. 2014-168
98. ↑  Dekret Nr. 2014-235
99. ↑  Dekret Nr. 2014-236
100. ↑  Dekret Nr. 2014-157